# Anthurium sarmentosum
Anthurium sarmentosum é uma espécie de plantas com flores. Foi descrito pela primeira vez por Adolf Engler. Anthurium sarmentosum pertence ao gênero Anthurium, e está relacionado com Araceae.
Este tipo de planta pode ser encontrado em:
- Equador

Não há tipos listados como este.